# Krucze Skały (Góra Zborów)
Krucze Skały – skały u zachodniego podnóża Góry Zborów na Wyżynie Częstochowskiej, w obrębie wsi Kroczyce w województwie śląskim, powiecie zawierciańskim, w gminie Kroczyce. Mają równoleżnikowy przebieg i sąsiadują z ustawioną poprzecznie do nich (południkowo) Dwoistą Basztą, u podnóża której znajduje się wejście do Jaskini Głębokiej.
Zbudowane z wapienia Krucze Skały są jednym z obiektów wspinaczkowych dla wspinaczy skalnych. Znajdują się blisko wejścia do rezerwatu przyrody Góra Zborów i parkingu przy Centrum Dziedzictwa Przyrodniczego i Kulturowego Jury. Znajduje się wśród nich skała Kruk o wysokości 12–15 m. Wspinacze poprowadzili na niej 8 dróg wspinaczkowych o trudności IV – VI.3 w skali Kurtyki i wystawie północno-wschodniej, wschodniej i południowej. Ze względu na ochronę naskalnej roślinności obowiązuje zakaz wchodzenia na szczyt skały.
W Kruczych Skałach eksploatowano dawniej minerał zwany szpatem. Jest to czysta, krystaliczna odmiana kalcytu.

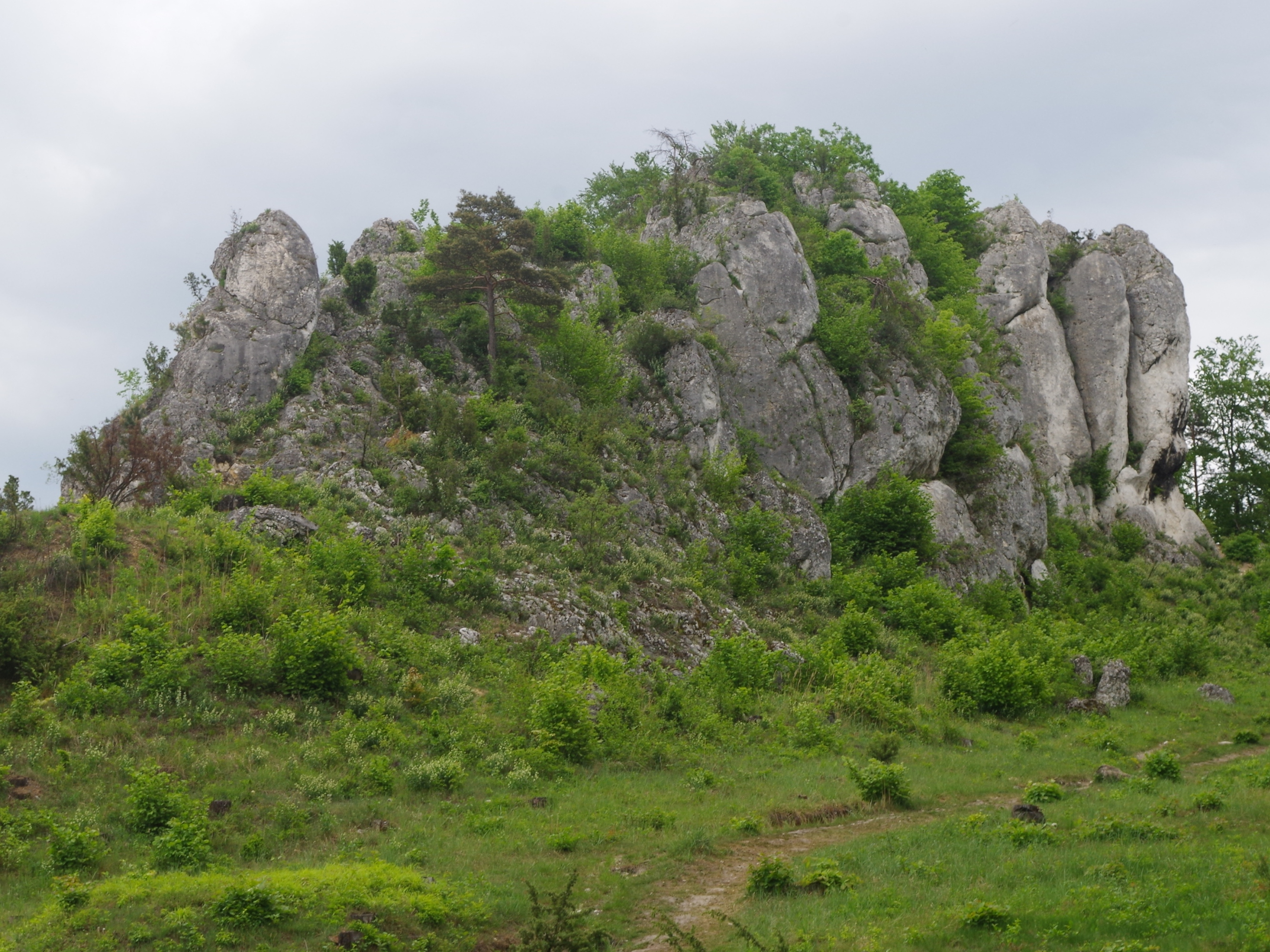
Krucze Skały od południowego zachodu
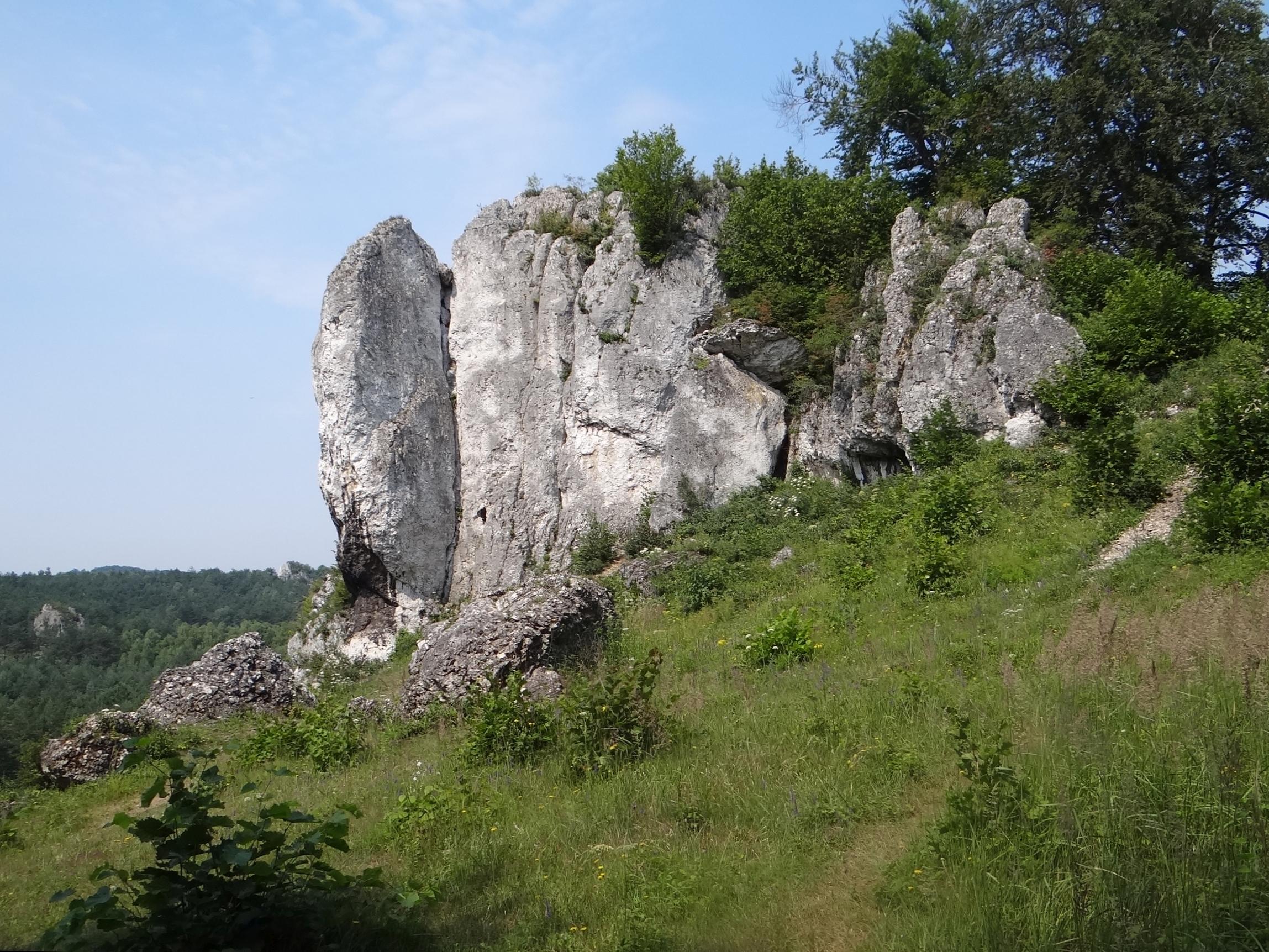
Krucze Skały od południowego wschodu
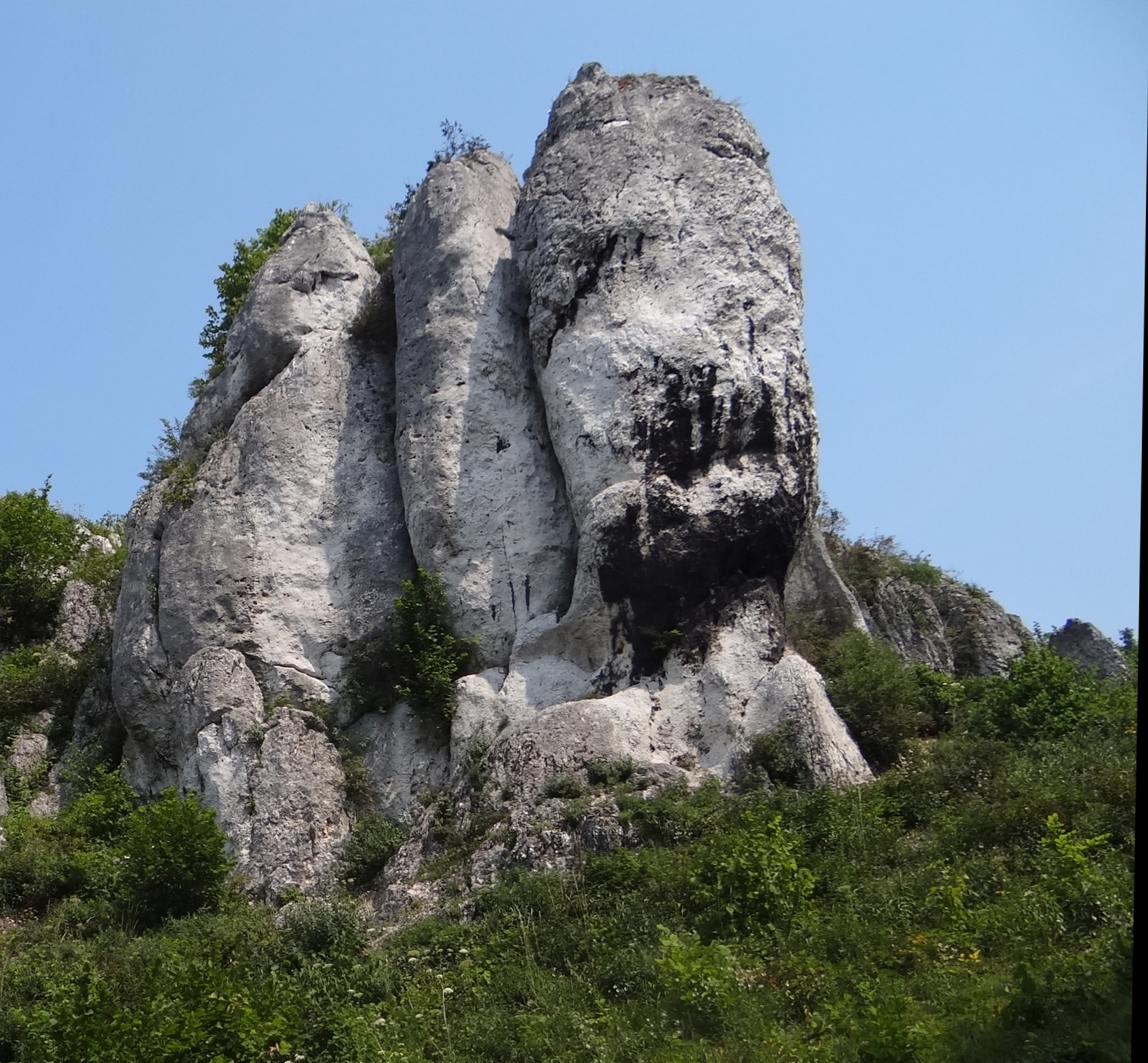
Kruk